# Theodor Hirn
Theodor Hirn (* 15. April 1879 in Neuhausen; † 10. April 1959 ebenda) war ein deutscher Politiker. Er war von 1919 bis 1933 und nochmals von 1945 bis 1947 Bürgermeister von Neuhausen. Er wurde 1952 zum Ehrenbürger der Gemeinde ernannt und mit dem Bundesverdienstkreuz am Bande ausgezeichnet.
Hirn war Zimmermann und Landwirt. Er wurde 1919 erstmals zum Bürgermeister gewählt. Nach seiner Wiederwahl 1927 hatte er das Amt auf Lebenszeit inne, wurde dann aber von den Nationalsozialisten im September 1933 des Amtes enthoben. In seiner ersten Amtszeit kämpfte er mit Notstandsarbeiten gegen Arbeitslosigkeit und Inflation an, außerdem siedelte er Ordensschwestern in Neuhausen an, die im Ort einen Kindergarten, eine Nähschule und eine Krankenstation eröffneten. Nach dem Zweiten Weltkrieg wurde Hirn nochmals ins Amt eingesetzt und förderte den Wiederaufbau der im Krieg schwer getroffenen Gemeinde. Bei den Bürgermeisterwahlen 1947 trat er aus Altersgründen nicht mehr an. 
1952 wurde er für sein Lebenswerk zum Ehrenbürger der Gemeinde ernannt und mit dem Verdienstkreuz am Bande ausgezeichnet.